# جک مک‌کارتان
جک مک‌کارتان (انگلیسی: Jack McCartan؛ زادهٔ ۵ اوت ۱۹۳۵) بازیکن هاکی روی یخ، و بازیکن بیسبال اهل ایالات متحده آمریکا است.
از باشگاه‌هایی که در آن بازی کرده‌است می‌توان به نیویورک رنجرز اشاره کرد.